# 金澤克次
金澤 克次（かなざわ かつじ、1955年5月3日 - ）は、日本の映画監督である。香川県出身。

## 人物
1979年、日本大学商学部卒業後にっかつに入社。助監督を経て1988年、日活ロマンポルノの最終作品映画『ラブゲームは終わらない』で監督デビューする。デビュー後はにっかつの社員監督としてTVドラマも多数手がける。
1994年、にっかつを退社。フリーランスの監督として活動しながらジャパンスターズアカデミーの講師も務めている。

## 監督・演出作品

### 映画
- ラブ・ゲームは終わらない（1988年5月、主演：竹田ゆかり）
- 首都高速トライアル（1988年11月、主演：大鶴義丹）
- ルビー・ザ・ターゲット（主演：ルビー・モレノ）
- リストラ代紋（1996年、主演：木村一八）
- 極道三国志（1997年、主演：清水宏次朗）
- 一生、遊んで暮らしたい（1998年、主演：猿岩石（有吉弘行、森脇和成））
- 女帝 SUPER QUEEN（2001年、主演：小沢真珠）
- Star Light（2001年）
- 銭道（2004年、主演：木村一八）
- 哀愁のヒットマン（2008年、主演：松方弘樹）
- ブレイブX 極道十勇士（2017年、主演：ISSA）

### テレビドラマ
フジテレビ
- 「終戦特別企画 象のいない動物園」（1992年8月14日）
- 「その時、ハートは盗まれた」（1992年）
- 「世にも奇妙な物語」
- 「大人は判ってくれない」（1992年）
- 「if もしも」（1993年）

テレビ朝日
- 「ツインズ教師」（1993年）
- 「外科病棟女医の事件ファイル」（1991年）

日本テレビ
- 火曜サスペンス劇場　刑事 鬼貫八郎５「妬み」（1995年9月12日）

- 「バカヤロー!1999 ニッポン人の怒り爆裂 ストレス解消3連発」（1999年9月26日）

読売テレビ
- 「おっと(夫)あぶない!外伝」（1993年2月18日）

関西テレビ
- 愛と疑惑のサスペンス「偽りのイヤリング」（1994/01/10）

テレビ東京・BSジャパン
- 「さすらい署長 風間昭平」シリーズ
  - 11 みやぎ松島湾殺人事件（2014年10月8日）
  - 12 阿波おへんろ殺人事件（2015年11月11日）
  - 13 ほくと函館湾殺人事件（2017年5月3日）

### Vシネマ
- 「修羅のみち」シリーズ（ナック）
- 「闇金の帝王 銀と金」シリーズ（ケイエスエス）
- どチンピラ コマシの仁（アンカー・フィルムズ）
- 外道 おとこ唄1・2（2002年、アンカー・フィルムズ）
- 「玄海血風録」シリーズ（2003年、東映ビデオ）
- 実録・九州やくざ抗争史 小倉戦争（2007年）
- 西日本暴力地帯 実録山陰抗争（2007年）
- 実録・九州やくざ道 LB熊本刑務所（2008年）
- 実録・銀座警察（2008年）
- 消しゴム屋（2008年）
- 西成愚連隊 掃溜めの夢（2008年）
- 実録・闇のシンジケート 豊田登（2008年）
- 実録・広島やくざ戦争外伝 義兄弟（2008年）
- BLACK MAFIA 絆（2008年、2009年）全2作
- 稲穂の無頼（2009年）
- ギャングコネクション（2010年）
- 花と蝶（2011年）
- 実録・侠魂（2011年）
- 少女時代〜ヤンキーがゆく〜（2011年）
- 日本やくざ抗争史 首領襲撃（2014年）
- 日本やくざ抗争史 巨大組織分裂（2015年）
- 日本やくざ抗争史 広島抗争（2015年）
- 甲州プリズン2（2015年）
- 代紋の墓場1 - 4（2015年）
- 列島分裂 東西10年戦争（2016年）
- プラチナ代紋1・2・3（2016年）
- 強者1・2・3（2016年）
- 首都抗争1・2・3（2017年）
- 極道十勇士2・3（2018年、オールインエンタテインメント）
- 極道の門6・7・8（2020年）
- 義兄弟1・2・3（2021年）